# 히가시카이진역
히가시카이진역(일본어: 東海神駅, にしふなばしえき)은 일본 지바현 후나바시시 가이진 2초메에 있는 도요 고속선의 철도역이다.

## 역 구조
섬식 승강장 1면 2선 지하역이다. 승강장은 지하 2층, 개찰구는 지하 1층 위치.
| 1 | ■ 도요 고속선 | 기타나라시노·도요 가쓰타다이 방면          |
| 2 | ■ 도요 고속선 | 니시후나바시·우라야스·오테마치·나카노 방면 |

## 역세권 정보
- JR 후나바시역
- 게이세이 본선 게이세이 후나바시역
- 도부 노다선 신후나바시역

## 역사
- 1996년 4월 27일: 영업 개시.

## 인접역
| 도요 고속철도 T 도요 고속선   | 도요 고속철도 T 도요 고속선 | 도요 고속철도 T 도요 고속선      |
| ----------------------------- | --------------------------- | -------------------------------- |
| TR01 니시후나바시 나카노 방면 | T 도요 고속선               | TR03 하사마 도요 가쓰타다이 방면 |